# Yasmine Akram
Pour les articles homonymes, voir Akram.
Yasmine Akram, née le 11 mars 1982 à Charjah (Émirats arabes unis), est une actrice, écrivaine et comique irlandaise, connue pour avoir joué le rôle de Janine, la petite amie de Sherlock Holmes, dans la troisième saison de Sherlock,.

## Biographie
Yasmine Akram a été élevée à Drogheda et est diplômée de la Royal Academy of Dramatic Art, où elle a étudié l'art dramatique. À l'âge de 14 ans, elle a collaboré avec la Calipo Theatre and Picture Company.

## Carrière
En 2010, sa première pièce, 10 dates with Mad Mary, est adaptée au cinéma. Elle écrit et joue en tant que moitié du duo comique Ford et Akram, dont le dernier show était mis en scène par Alistair McGowan,.

### Séries télévisées
- 2004 : Love is the Drug : Aisling (téléfilm)
- 2010 : Peep Show : Yana (téléfilm)
- 2010 : LOL (téléfilm)
- 2013 : Common Ground : Restauran Manager (téléfilm)
- 2013 : London Irish (en) : Check-in Girl (téléfilm)
- 2014 : Sherlock : Janine[5] (voix française : Barbara Delsol[6])
- 2015 : Unforgotten : Kelly
- 2016 : Lovesick : Jonesy